# Bonea tridigitata
Bonea tridigitata is een hooiwagen uit de familie Podoctidae. De wetenschappelijke naam van Bonea tridigitata gaat terug op Zhang, Kury & Zhang, 2013. Na 2023 de geldige combinatie is Bonea tridigitata Zhang, Kury & Zhang, 2013.